# Nazril Irham

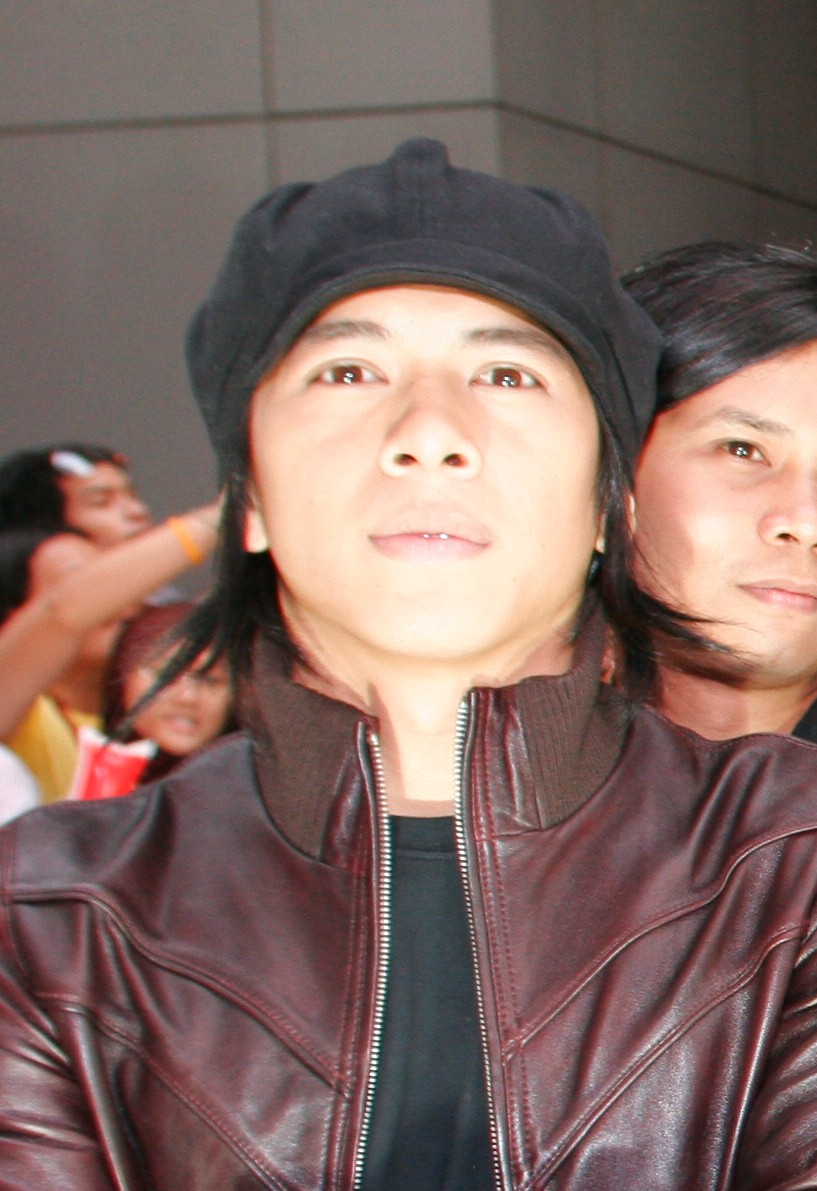
Nazril Irham bei den MTV Asia Awards 2006 in Bangkok (Thailand)

Nazril Irham, auch bekannt als Ariel oder Ariel Peterpan oder Ariel Noah (* 16. September 1981 im Regierungsbezirk Langkat, Nordsumatra), ist ein indonesischer Sänger und Popstar. Er ist Mitglied der Band Noah (früher bekannt als Peterpan).
Er wirkte in den Filmen Sang Pemimpi (2009) und Noah: Awal Semula (2013) als Darsteller mit.